# Louveira (São Paulo)
Louveira é um município brasileiro do estado de São Paulo. Sua população estimada em 2024 pelo IBGE era de 54.111 habitantes. A cidade faz parte da Região Metropolitana de Jundiaí.

## História
O nome do município é uma referência a árvore louveira e fundada por Gaspar de Oliveira, natural de Logroño, Espanha, que casou-se na cidade de São Paulo com Páscoa da Costa (cf. "Genealogia Paulistana" de Luiz Gonzaga da Silva Leme), na primeira metade do século XVII. O casal radicou-se em Jundiaí, em meados daquele século, e consta ter possuído terras onde mais tarde veio a surgir a atual Louveira. Outros moradores na região, naquela época, teriam sido João Leme do Prado e Manoel Peres Calhamares.

### Formação territorial-administrativa
Histórico da formação do município:
- Distrito criado no município de Vinhedo pela Lei nº 2.456, de 30/12/1953.
- Município criado pela Lei nº 8.092, de 28/12/1964.

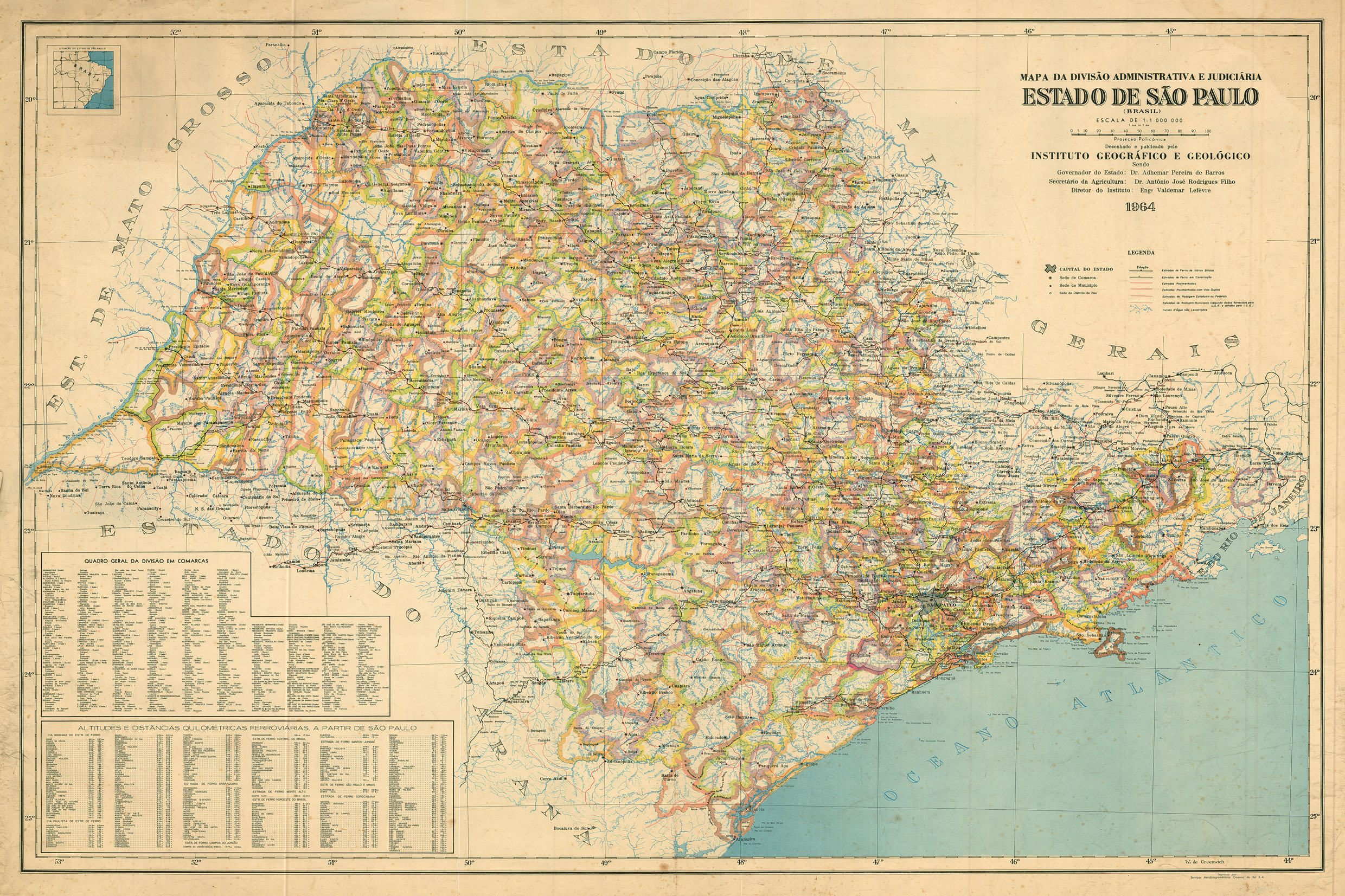
Estado de São Paulo (1964).

## Geografia
Localiza-se a uma latitude 23º05'11" sul e a uma longitude 46º57'02" oeste, estando a uma altitude de 690 metros, pouco abaixo da altitude média de Jundiaí. Possui uma área de 55,3 km².

### Hidrografia
- Rio Capivari

### Rodovias
- SP-63
- SP-330
- SP-332

### Ferrovias
- Linha Tronco da antiga Companhia Paulista de Estradas de Ferro [9]

## Demografia

### População
| Crescimento populacional                             | Crescimento populacional | Crescimento populacional | Crescimento populacional |
| Ano                                                  | População Total          |                          | %±                       |
| ---------------------------------------------------- | ------------------------ | ------------------------ | ------------------------ |
| 1970                                                 | 6 430                    |                          | —                        |
| 1980                                                 | 10 322                   |                          | 60,5%                    |
| 1991                                                 | 16 259                   |                          | 57,5%                    |
| 2000                                                 | 23 903                   |                          | 47,0%                    |
| 2010                                                 | 37 125                   |                          | 55,3%                    |
| 2022                                                 | 51 847                   |                          | 39,7%                    |
| Est. 2024                                            | 54 111                   | [ 10 ]                   | 4,4%                     |
| Fontes: Censos Demográficos IBGE e Estimativas SEADE |                          |                          |                          |

### Dados demográficos
Dados do Censo - 2010
População total: 37.125
- Urbana: 35.695
- Rural: 1.430
- Homens: 18.801
- Mulheres: 18.324
- População estimada atual: 51.007 (2021)

Densidade demográfica (hab./km²): 673,37
Mortalidade infantil até 1 ano (por mil): 9,9 (2019)
Expectativa de vida (anos): 71,81 (2000)
Taxa de fecundidade (filhos por mulher): 2,50 (2000)
Taxa de analfabetismo: 4,3%
Índice de Desenvolvimento Humano (IDH-M): 0,777
(Fonte: IBGE/2010)

## Infraestrutura

### Comunicações
O sistema de telefones automáticos foi inaugurado na cidade em 1971. Já o sistema de discagem direta à distância (DDD) foi implantado em 1979 pela Telecomunicações de São Paulo (TELESP) com o código de área (0192).
Na década de 90 o código DDD da cidade foi alterado para (019), para padronização do sistema telefônico com a telefonia celular que estava sendo implantada em todo o estado.

### Transportes

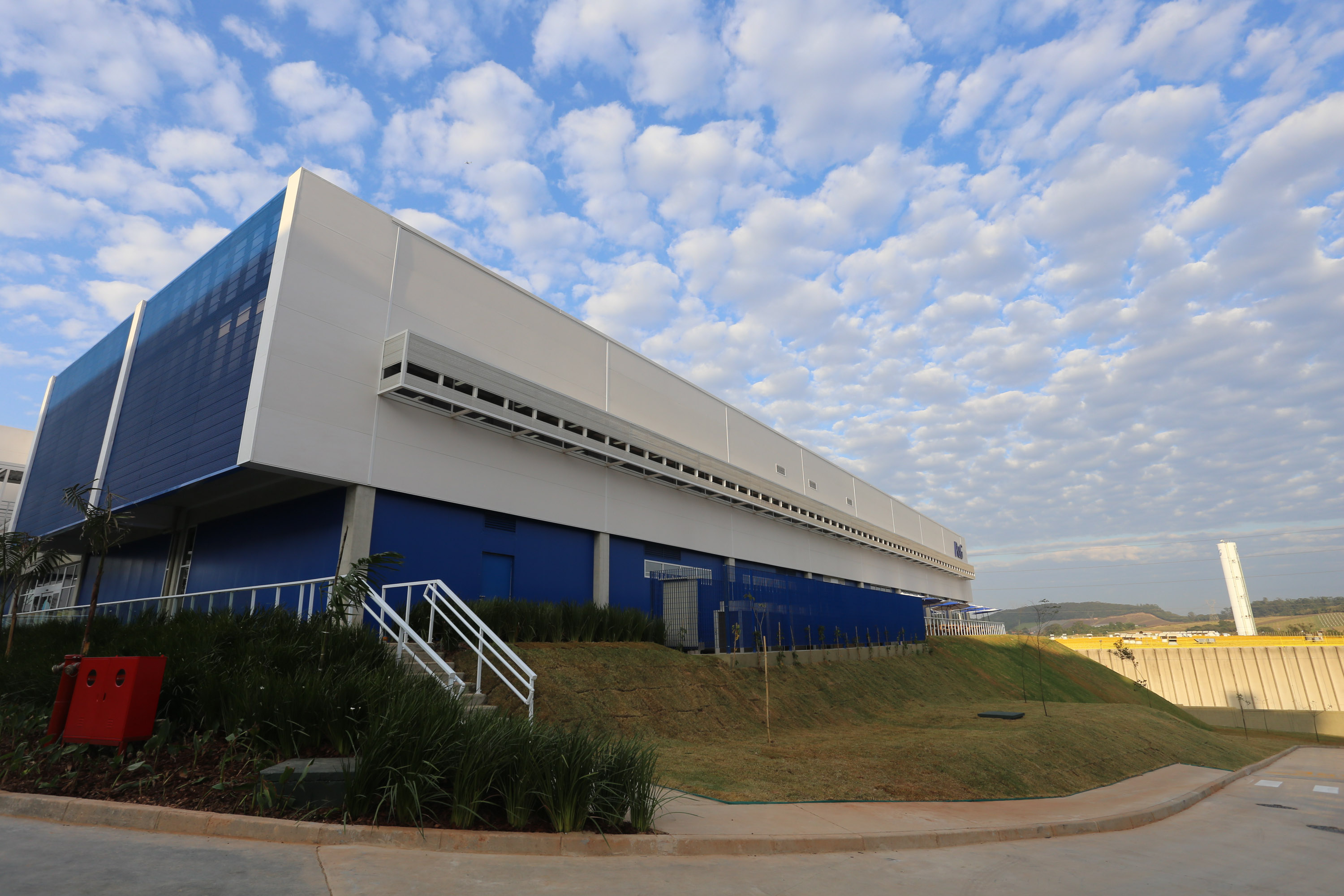
Fábrica da empresa P&G em Louveira.

Louveira conta com linhas regulares de ônibus urbano, operadas pela West Side Viagens e Turismo, do Grupo Belarmino. Curiosamente, não possui ônibus para São Paulo, apenas para cidades vizinhas e Campinas. A ferrovia que corta a cidade oferecia transporte de passageiros para São Paulo e todo o interior até meados dos anos 1990, hoje opera somente transporte de carga, mas a Prefeitura está com novos projetos de reativação da linha, para voltar o transporte de passageiros como antigamente. Há mais de 60 anos existia também a Estrada de Ferro Itatibense, que ligava Louveira a Itatiba. Hoje a ligação é estritamente rodoviária.
Como o município de Louveira não possui cursos superiores, a prefeitura do município disponibiliza transportes gratuitos para todos os estudantes que estão cursando em outras cidades, onde todos os moradores podem ter acesso se cadastrando na secretaria de educação.
Louveira também era atendida por trens de passageiros de longa distância da antiga Companhia Paulista de Estradas de Ferro (CPEF), posteriormente absorvida como FEPASA, vindos da capital paulista, até o final dos anos 1970. Mesmo após a desativação da estação local, esses trens circulariam pela cidade até o ano de 1999, quando foram desativados.

## Turismo

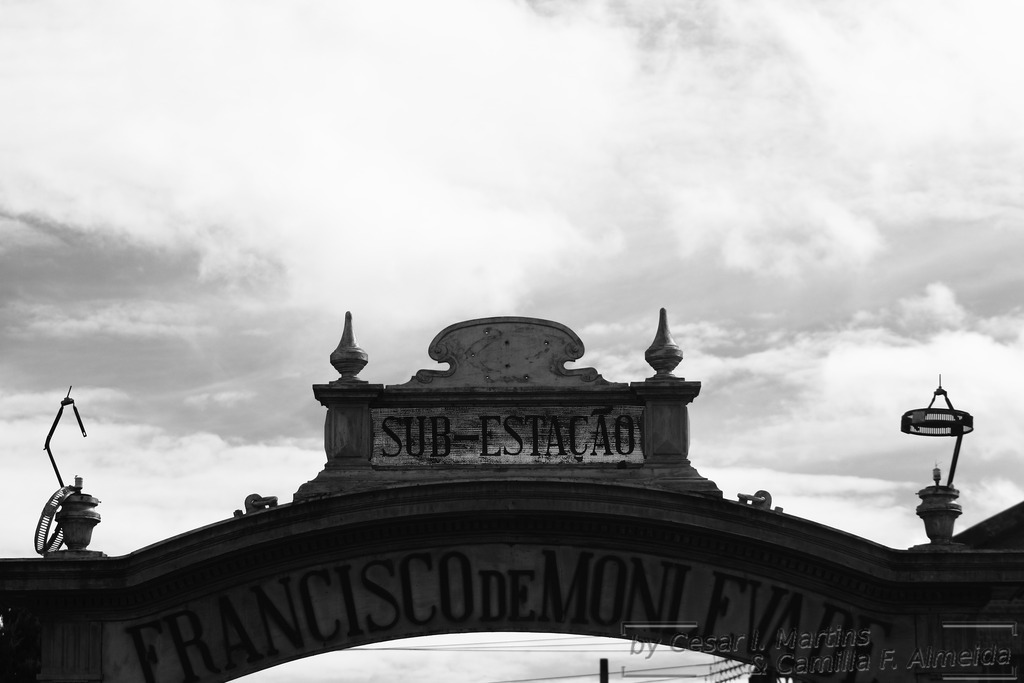
Arcos da fachada da sub-estação Engenheiro Francisco de Monlevade.

Louveira está localizada no coração do Pólo Turístico do Circuito das Frutas, tendo como principal atrativo o passeio de Agroturismo, uma verdadeira interação entre o ambiente rural e o turista.
Os roteiros que atraem inúmeros visitantes oferecem a oportunidade de conhecer atividades agropecuárias, agroindustriais e artesanais que são desenvolvidas nas pequenas propriedades familiares.
Outro atrativo é o Artesanato, que se destaca pelos moldes, cores e texturas que caracterizam a cidade de Louveira. As cores das frutas, as paisagens e a criatividade contribuem na confecção dos diversos artesanatos.

## Religião
O Cristianismo se faz presente na cidade da seguinte forma:

### Igreja Católica
- A igreja faz parte da Diocese de Jundiaí.[19]

### Igrejas Evangélicas
Entre as igrejas protestantes históricas, pentecostais e neopentecostais, encontram-se na cidade:
- Assembleia de Deus Ministério do Belém.[22][23]
- Congregação Cristã no Brasil.[24]